# 厚叶毛兰
厚叶毛兰（学名：Eria crassifolia）为兰科毛兰属下的一个种。

## 扩展阅读
維基物種上的相關：厚叶毛兰